# Matrimonio en common-law
El matrimonio common-law (matrimonio de derecho consuetudinario), también llamado en inglés common law marriage, informal marriage o marriage by habit and repute, es una forma de estatus interpersonal, en algunos países anglosajones (derecho anglosajón), en el que una pareja se encuentra legalmente casada, aunque no sea ni por el matrimonio civil, ni por cualquier matrimonio religioso, sino por vivir juntos presentándose como esposos (en algunas jurisdicciones con más requisitos). Se suele confundir este término utilizándolo para indicar una relación interpersonal que no está reconocida por el derecho. De hecho, un matrimonio de derecho consuetudinario tiene el mismo efecto obligatorio y vinculante que los otros matrimonios reglamentados solo que comienza de otra forma. El matrimonio es un acuerdo mutuo de partes donde ambos toman un compromiso ante la sociedad y ante las leyes que regulan el contexto social, lo que es de vital importancia para la vida.
Un matrimonio puede comenzar así en algunos estados de los Estados Unidos. En Escocia se reconocía el matrimonio by cohabitation with habit and repute (por cohabitación con costumbre y reputación) hasta 2006. En Canadá se reconocen las common-law partners (parejas de derecho consuetudinario), y en algunas provincias como Ontario se les consideran esposos. Ambos pueden ser del mismo sexo. En Israel se reconocen las common-law partners que también pueden ser del mismo sexo. En Australia se reconocen las de facto relationships (relaciones de hecho), domestic relationships (domésticas), y personal relationships (personales), según el estado, que son en sus efectos jurídicos casi iguales al matrimonio religioso de dos seres humanos que buscan un compromiso social y verídico.